# Anita & Alexandra Hofmann

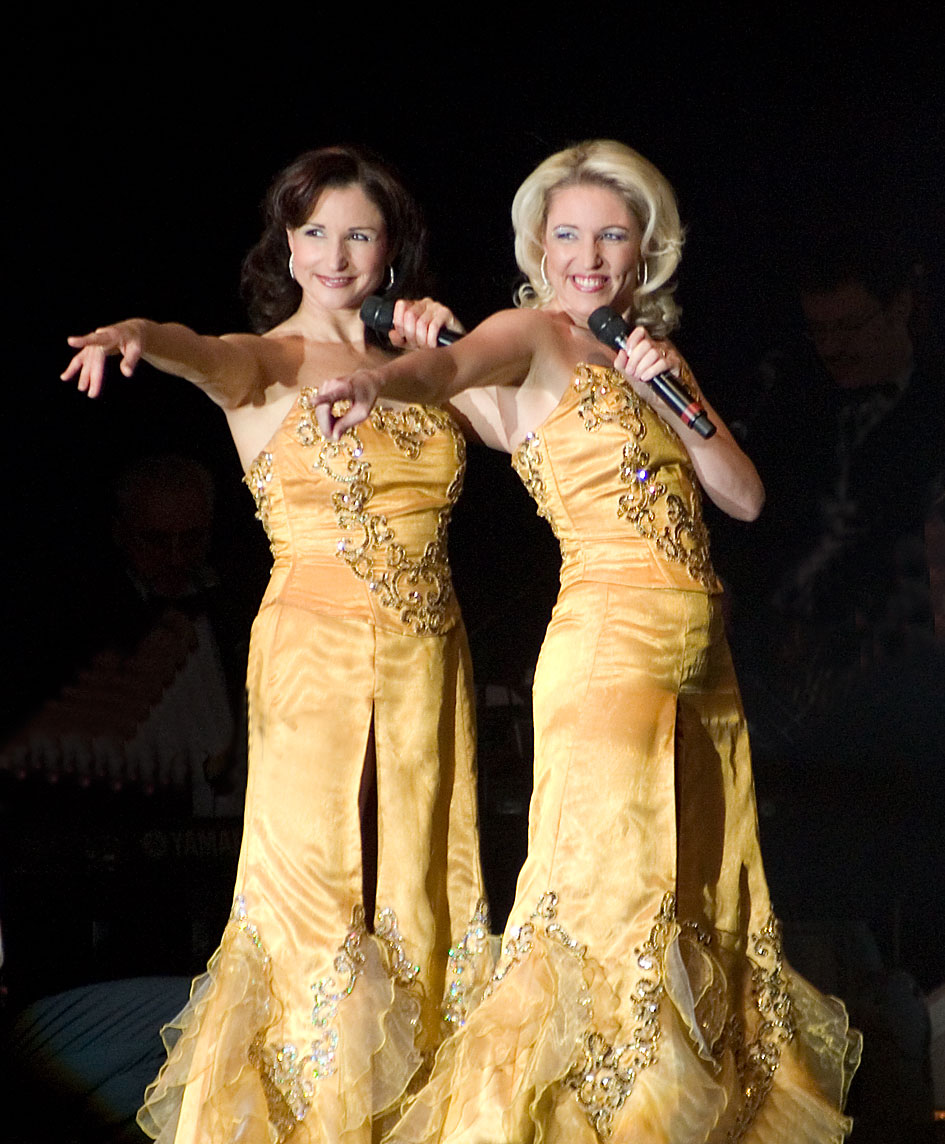
Geschwister Hofmann 2008: Anita (links), Alexandra (rechts)

Anita & Alexandra Hofmann waren ein deutsches Gesangsduo auf dem Gebiet des deutschen Schlagers. Die beiden Schwestern Anita Hofmann (* 1977) und Alexandra Geiger (* 1974) stammen aus Jungnau und wohnen seit 1988 im Meßkircher Stadtteil Igelswies. Von 1988 bis 2012 traten die auch als Multiinstrumentalistinnen bekannten Künstlerinnen unter der Bezeichnung Geschwister Hofmann auf und im Anschluss bis 2023 unter der Bezeichnung Anita & Alexandra Hofmann. Seit 2024 tritt jede als Solokünstlerin auf und das Duo ist Geschichte.

## Instrumente
Alexandra und Anita Hofmann spielen jeweils mehrere Instrumente, zum Beispiel Trompete (Anita), Alphorn, Hörner, Xylophon (Anita) sowie Klavier, Akkordeon und Steirische Harmonika, Gitarre, Harfe, Hackbrett und Lyra, Saxophon und Flöten (Alexandra).

## Karriere

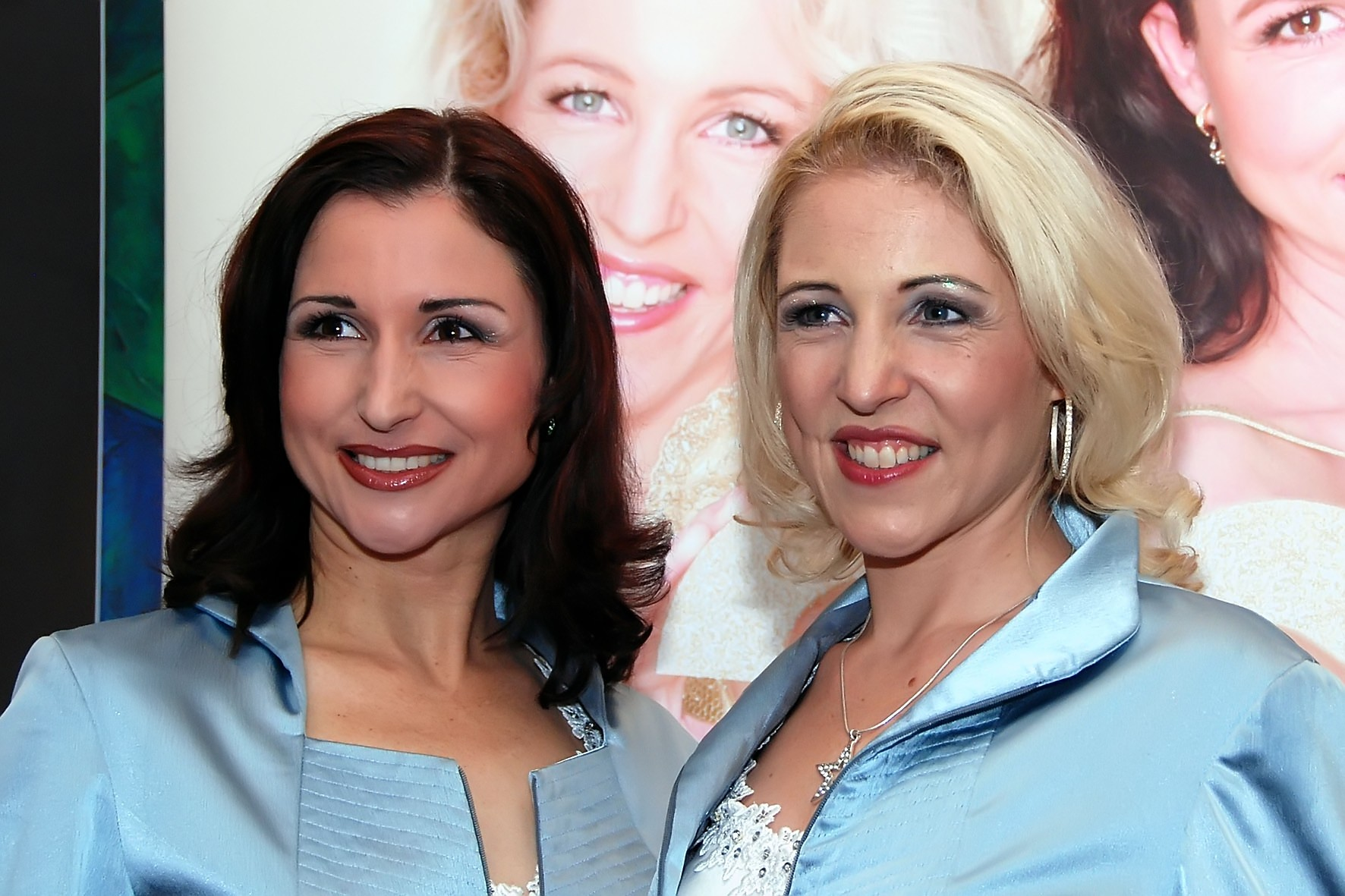
Geschwister Hofmann (2008)

Schon im Alter von sechs und neun Jahren zog es die Mädchen auf die Bühne. Ihr erstes eigenes Bühnenprogramm (eine zweistündige musikalische Show) haben die beiden Schwestern am 19. Mai 1988 anlässlich des 40. Geburtstags ihres aus St. Magdalena im Pustertal in Südtirol stammenden Vaters Josef „Sepp“ Hofmann gezeigt. Anita Hofmann gab dabei Elvis Presley und Alexandra Hofmann spielte auf dem Keyboard. Einen ersten Auftritt hatten die Schwestern im gleichen Jahr in einem Festzelt beim Gögginger Bierfest mit den Täle Buam.
Ab 1989 traten die beiden mit einer eigenen Musikshow, einer Mischung aus Rock ’n’ Roll, Volksmusik, Schlager und Pop bei Festen und Veranstaltungen in der Region auf; so beim Regionalradio Radio RT 4 in der Sendereihe Mit Pauken und Trompeten. Durch diese Veranstaltungen erreichten die Geschwister Hofmann einen hohen Bekanntheitsgrad im baden-württembergischen Raum. Ab 1990 erschienen diverse Alben mit volkstümlichen Schlagern; später entwickelte sich ihr Repertoire hin zu modernen Schlagern. Ihren ersten Fernseh-Auftritt hatten die beiden Schwestern im selben Jahr in der ARD-Sendung Musikanten sind da. 1992 wurden sie endgültig von Marianne und Michael für das Fernsehen entdeckt. Seitdem war das Duo häufig in einschlägigen Fernsehsendungen vertreten.
2005 absolvierten sie ihre erste Solotournee Grenzenlos quer durch Deutschland (mit dem MDR-Fernsehballett und dem Edelweiß-Express). Eine Fortsetzung folgte 2006. Es gibt Fernsehaufzeichnungen und eine DVD von einigen Auftritten. In den Jahren 2006 und 2007 wurden zwei Fernsehshows im SWR gesendet (Geschwister Hofmann Sommerparty am 25. August 2006 und Geschwister Hofmann Partyzeit – ein bisschen Spaß muss sein am 26. Januar 2007). Am 12. Januar 2008 fand in der Meßkircher Stadthalle die Premiere zur Solo-Tour 20 Jahre Geschwister Hofmann statt, mit Tourstopps in knapp 70 Städten in Deutschland, Österreich, Belgien und Frankreich.
2010 beendete das Gesangsduo die langjährige Zusammenarbeit mit dem Produzenten Jean Frankfurter und wechselte zu Jack White, mit dem die Geschwister Hofmann 2011 die erste gemeinsame CD Wir fliegen aufnahmen. Dessen Titelsong Und wir fliegen ist eine Adaption des Liedes Du und ich, das White bereits 2006 für Ireen Sheer produzierte.
Seit 2012 nennen sie sich Anita & Alexandra Hofmann. Erste Veröffentlichung unter dem neuen Namen war die DVD „Wir fliegen Tour“.
2013 feierten Anita & Alexandra Hofmann ihr 25-jähriges Bühnenjubiläum mit einem Fanwochenende (Jubiläumsgala & Fanfest) am 30. November 2013 und 1. Dezember 2013 im Europa-Park, einer Jubiläumstournee vom 30. Januar bis 13. April 2014, einem Album, das am 11. Oktober 2013 herauskam, sowie einem Buch, das am 21. November 2013 erschien. Das Ganze stand unter dem Motto „Wir“. Außerdem wurde die Jubiläumsgala aufgezeichnet und am 8. Dezember 2013 im SWR als Zusammenschnitt ausgestrahlt. Daneben gibt es auch eine DVD von der Jubiläumsgala.
Nach über 30 Jahren als musikalisches Duo startete im Juli 2022 Anita Hofmann eine Solo-Karriere mit Unterstützung von Ehemann Christian Filip. Im August 2022 startete auch ihre Schwester Alexandra eine eigene Karriere.

## Preise und Wettbewerbe
Die Geschwister Hofmann wurden 1992 Preisträgerinnen des Herbert-Roth-Festivals.
Im Jahr 1993 nahmen beide mit dem Titel Alle Farben dieser Erde beim Grand Prix der Volksmusik teil und wurden zweite. Mit Der Junge von San Angelo waren sie bei der deutschen Vorentscheidung zum Grand Prix der Volksmusik 1995 dabei und kamen auf Platz 6. Im Jahr 1997 erreichten sie mit Es war einmal ein Traum Platz 3 beim Grand Prix der Volksmusik 1997.
Ihr Heimatort Meßkirch machte sie 2003 unter Bürgermeister Arne Zwick im Rahmen einer Gala anlässlich des 15-jährigen Bühnenwirkens zu Ehrenbürgern.
Die Geschwister Hofmann gewannen unter anderem die Krone der Volksmusik (2004 und 2006), die Goldene Stimmgabel (2003 und 2005) sowie mehrmals die Schlagerparade der Volksmusik. Im Oktober 2008 erhielten sie den Stier der Hohensalzburg in Weiß. Beim 14. Hohenloher Weinfest im Juli 2009 wurden sie mit dem Öhringer Weinschlüssel ausgezeichnet.

## Privates
Am 28. Juli 2001 heiratete Alexandra in ihrer Heimatstadt Meßkirch Dietmar Geiger. Das Paar hat zwei Söhne (* 2007 und * 2009).
Im Juli 2022 heiratete Anita Hofmann in ihrer Heimatstadt Meßkirch Christian Filip standesamtlich und kirchlich.
Am 10. Februar 2024 veröffentlichte Anita Hofmann ihre Autobiografie Sei einfach nur schön. Darin berichtet sie, wie sehr sie über Jahre hinweg unter einer schweren Neurodermitis, Magersucht und unter Fremdbestimmung gelitten habe.

## Erfolgreichste Lieder
- Alle Farben dieser Erde 1993
- Wenn die Kraniche zieh’n 1993
- Der Junge von San Angelo 1995
- Das Glück der Erde 1996
- Es war einmal ein Traum 1997
- Die Insel Romantica 1998
- Ramba Zamba und Tequila 2001
- Du bist mein Robinson 2002
- Die Macht der Gefühle 2003
- Mitten im Vulkan 2004
- Entführ’ mich zu den Sternen 2005
- Träume, die wie Feuer sind 2005
- Wehrlos 2005
- Schuld war nur der Sirtaki 2006
- Im Feuer der Nacht 2006/2007
- Herzlich willkommen, kleines Wunder 2007
- Herzbeben 2008
- Gestern, morgen und für immer 2009
- Einmal die Sonne berührn 2009
- Schwerelos 2009
- Talisman 2010
- Und wir fliegen 2011
- Wir singen Bella Musica 2011
- Limbo auf Jamaika 2011
- Eviva Espana 2012
- Ich knips den Sommer wieder an 2015
- 100.000 Volt 2015
- Dann kamst du 2018

## Diskografie

### Alben
| Jahr | Titel                                          | Höchstplatzierung, Gesamtwochen, AuszeichnungChartplatzierungen (Jahr, Titel, Platzierungen, Wochen, Auszeichnungen, Anmerkungen) | Höchstplatzierung, Gesamtwochen, AuszeichnungChartplatzierungen (Jahr, Titel, Platzierungen, Wochen, Auszeichnungen, Anmerkungen) | Höchstplatzierung, Gesamtwochen, AuszeichnungChartplatzierungen (Jahr, Titel, Platzierungen, Wochen, Auszeichnungen, Anmerkungen) | Anmerkungen |
| Jahr | Titel                                          | DE | AT | CH | Anmerkungen |
| ---- | ---------------------------------------------- | --- | --- | --- | ----------- |
| 2001 | Liebe braucht keine Worte                      | DE96 (1 Wo.)DE | — | — |             |
| 2002 | Ihre erfolgreichsten Lieder                    | DE87 (1 Wo.)DE | — | — |             |
| 2003 | Die Macht der Gefühle                          | DE76 (2 Wo.)DE | — | — |             |
| 2004 | Grenzenlos                                     | DE47 (2 Wo.)DE | — | — |             |
| 2005 | Magische Momente – ihre schönsten Liebeslieder | DE84 (1 Wo.)DE | — | — |             |
| 2006 | Im Feuer der Nacht                             | DE61 (1 Wo.)DE | — | — |             |
| 2007 | Herzbeben – Das Jubiläums-Album                | DE92 (1 Wo.)DE | — | — |             |
| 2009 | Gestern, morgen und für immer                  | DE83 (1 Wo.)DE | — | — |             |
| 2011 | Wir fliegen                                    | DE92 (1 Wo.)DE | — | — |             |
| 2012 | Sommernacht                                    | DE90 (1 Wo.)DE | — | — |             |
| 2015 | 100.000 Volt                                   | DE55 (1 Wo.)DE | — | — |             |
| 2017 | Hautkontakt                                    | DE35 (2 Wo.)DE | — | — |             |
| 2018 | Wahnsinn – 30 Jahre Leidenschaft               | DE29 (1 Wo.)DE | — | — |             |
| 2020 | Wilde Zeiten                                   | DE29 (2 Wo.)DE | — | CH79 (2 Wo.)CH |             |

Weitere Alben
- 1990 Heimat Hits
- 1991 Aus heiterem Himmel
- 1992 Verschenke ein Lächeln
- 1993 Alle Farben dieser Erde (2. August 1993)
- 1995 Der Junge von San Angelo (2. Mai 1995)
- 1996 Das Glück der Erde (23. Juni 1997)
- 1997 Aber lustig muss er sein (20. August 1997)
- 1998 Die Insel Romantica (17. August 1998)
- 1999 Frieden in allen Herzen (6. November 2000)
- 2000 Verschenke ein lächeln (6. März 2000)
- 2000 Wunderland (20. März 2000)
- 2003 Die Welt singt Hallelujah (6. Oktober 2003)
- 2006 Immer wenn ich Tanz mit dir (3. März 2006)
- 2008 Ein Herz und eine Seele (14. März 2008) (3-fach-CD-Box)
- 2010 Fantasie (15. Oktober 2010)
- 2013 Wir (11. Oktober 2013)
- 2014 Kuschelmomente (28. November 2014)

Videoalben
- 2000 Wunderland (5. Juni 2000) (als VHS-Cassette)
- 2006 Grenzenlos live (3. Februar 2006) (zur gleichnamigen 1. Solotournee)
- 2008 Herzbeben live erleben (5. Dezember 2008) (zur gleichnamigen Solotournee)
- 2010 Ein Herz und eine Seele (16. April 2010) (Zusammenschnitt ihrer Auftritte)
- 2012 Wir fliegen Tour live (4. Mai 2012) (von ihrer gleichnamigen Tournee 2011)
- 2014 25 Jahre wir (28. Februar 2014) (zur gleichnamigen Jubiläumstournee 2014)

Bücher
- 2003 Bilderbuch einer musikalischen Karriere (1. Juni 2003) (mit vielen unveröffentlichten Bildern)
- 2013 25 Jahre wir (21. November 2013) (mit vielen Bildern aus ihrer Karriere)

## Auszeichnungen
- 1992 „Herbert-Roth-Preis“ als beste Nachwuchssängerinnen
- 1993 Anita gewinnt den Wettbewerb „Jugend musiziert“
- 1994 „Hermann-Löns-Medaille“
- 1999 „Goldene Eins“ mit dem Lied „Du tust mir immer wieder gut“
- 2003 Ehrenbürgerinnen der Stadt Meßkirch
- 2003 „Goldene Stimmgabel“
- 2004 „Krone der Volksmusik“
- 2005 „Goldene Stimmgabel“
- 2006 „Krone der Volksmusik“
- 2011 „Goldener Enzian“ der Zeitschrift „Meine Melodie“
- 2012 „Goldener Enzian“ der Zeitschrift „Meine Melodie“
- 2013 „Goldene Bürgermedaille“ des Landkreises Sigmaringen
- 2014 „smago! Award“ für die Cover-Version des Jahres: „Mein Engel“ („Angel“ von Lionel Richie)
- 2017 „smago! Award“ für die beste Tournee-Eigenproduktion des Jahres: „100.000 Volt“